# مطار نوك
مطار نوك (بالجرينلاندية: Mittarfik Nuuk)(بالدنماركية: Nuuk lufthavn)(إياتا: GOH، إيكاو: BGGH) هو مطار دولي يخدم نوك عاصمة جرينلاند، نوك. يقع المطار على بعد 2 ميل بحري (3.7 كم؛ 2.3 ميل) شمال شرق مركز نوك. المطار هو المركز الرئيسي والقاعدة الفنية لشركة طيران جرينلاند الوطنية، يربط المطار العاصمة بمعظم مدن البلاد والعديد من الوجهات الدولية. المطار نقطة العبور الرئيسية لمعظم الرحلات الدولية من وإلى جرينلاند.
بني المطار في عام 1979 وصمم ليكون مخصصًا للطائرات القادرة على الإقلاع والهبوط القصير. شهد المطار في 2024 إعادة بناء شاملة شملت تمديد المدرج وبناء محطة جديدة، سمح هذا التطوير بهبوط الطائرات النفاثة الأكبر حجمًا في المطار. قبل هذا التوسيع كانت الرحلات الجوية الطولية المدى تتوقف في مطار كانجرلوسواك.

## التاريخ
تأسست شركة طيران جرينلاند في 7 نوفمبر 1960 تحت اسم جرونلاندسفلاي، وقتها لم يكن هناك مطار في نوك فكانت الشركة تستخدم طائرة PBY كاتالينا المائية للهبوط في ميناء نوك. تحطمت إحدى طائرات PBY كاتالينا بالقرب من الميناء في عام 1962 وأسفرت عن مقتل 15 شخصًا كانوا على متنها.
دفعت الحادثة شركة الطيران إلى الاستثمار في طائرات الهليكوبتر، وفعلًا أثبتت طائرات Sikorsky S-61N أنها وسيلة نقل أكثر موثوقية للمدينة، واستمر استخدامها لأكثر من عقد من الزمان - منذ تاريخ شرائها في عام 1965 وحتى أواخر السبعينيات. استمر استخدام طائرات الهليكوبتر هذه في ربط نوك بمدينة باميوت الصغيرة حتى بُني مطار في باميوت في عام 2007.

### بدايات المطار

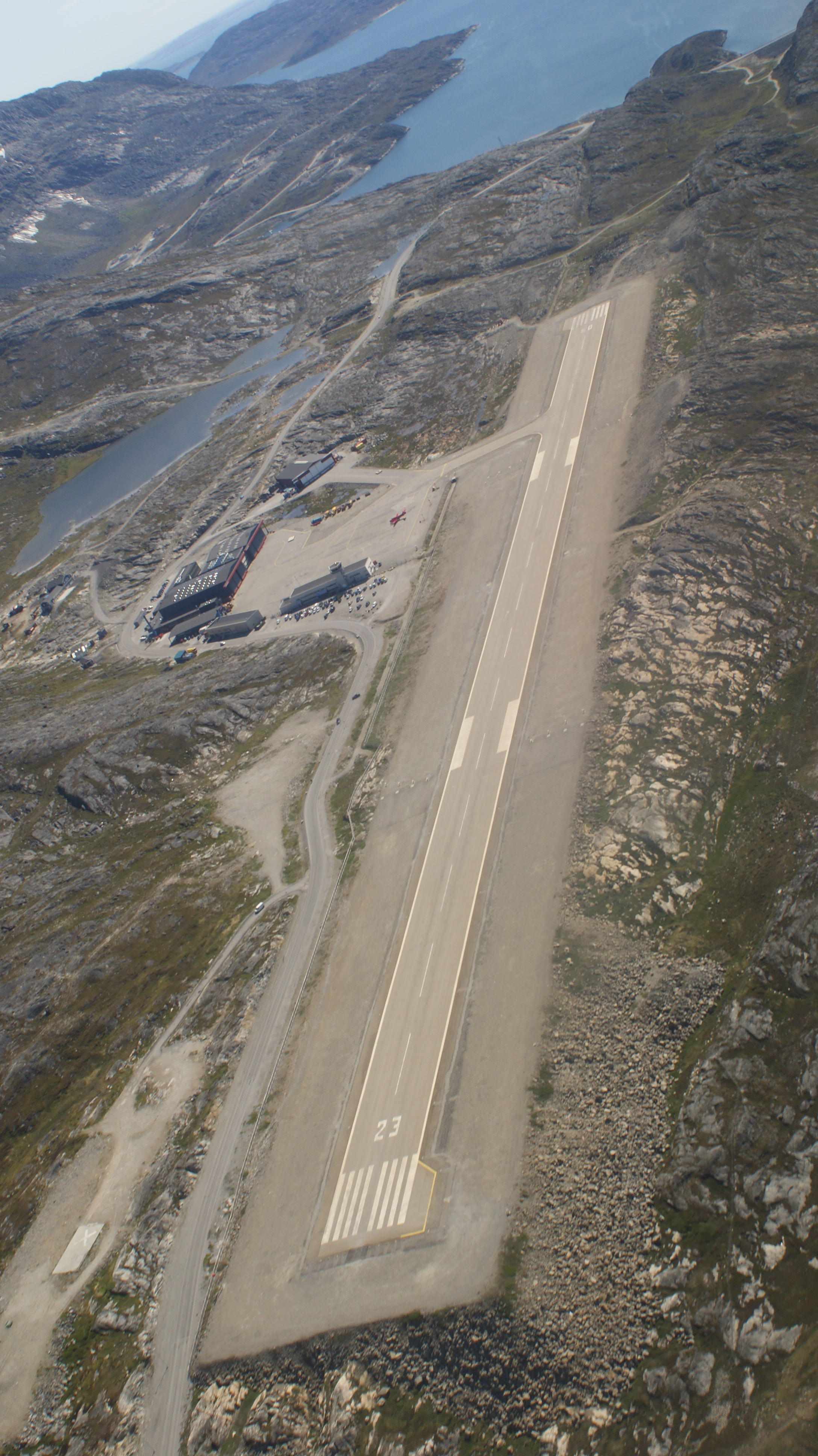
مدرج المطار السابق

بُني مطار نوك في عام 1979، بعدما قررت حكومة الحكم الذاتي حديثة التشكيل بناء شبكة من المطارات المحلية في جرينلاند قادرة على استيعاب طائرات الإقلاع والهبوط القصير.
بني المطار في البداية بمدرج إسفلتي واحد (05/23) بأبعاد 950 م × 30 م (3,117 قدم × 98 قدم) على ارتفاع 283 قدم (86 م) فوق مستوى سطح البحر. كان مشروع المطار أولوية للحكومة بسبب أن نوك عاصمة البلاد وأكبر مدنها، تزامن مع بناءه بناء مطاري مطار كولوسوك في كولوسوك في جنوب شرق جرينلاند، ومطار إيلوليسات في إيلوليسات، أكبر مدينة في منطقة خليج ديسكو في غرب جرينلاند. كانت تلك الفترة أول موجات تطوير شبكة المطارات.
أولى الرحلات الدولية كانت من مطار نوك إلى إيكالويت في نونافوت بكندا، استمرت تلك الرحلات من عام 1981 حتى أوقفت في عام 1994 بسبب عدم الجدوى التجارية، كما بدأت رحلات جوية من ريكيافيك بأيسلندا إلى نوك عبر كولوسوك في نفس العام.
لم تتوسع وجهات المطار حتى التسعينيات عندما بنيت مطارات في مدن جرينلاند الكبرى المتبقية وهي: مطار سيسيميوت في سيسيميوت ومطار مانيتسوك في مانيتسوك في وسط غرب جرينلاند ومطار آسيات في منطقة خليج ديسكو ومطار آبرناويك في آبرناويك في شمال غرب جرينلاند ومطار كارسوت في كارسوت وأوماناق.

### ما بعد عام 2000
نظرا لعدم الجدوى التجارية للرحلات الجوية الدولية إلى كندا وأيسلندا باستخدام الطائرات الصغيرة، اقتصرت الرحلات الدولية إلى جرينلاند لسنوات بعد ذلك على مطار كانجرلوسواك في وسط غرب جرينلاند على بعد 319 كم (198 ميل) شمال نوك. 
لذا اقتصرت الرحلات بالمطار على الرحلات الداخلية، حتى بدأت شركة أيسلندا للطيران خطا مباشرا من ريكيافيك إلى نوك في عام 2007، ثم أعلنت شركة طيران جرينلاند في 2009 عن ربط نوك بمطار كيفلافيك الدولي. استأنفت شركة طيران جرينلاند رحلاتها الموسمية إلى إيكالويت في كندا في صيف عام 2012 ثم أوقفتها  مجددًا قبل صيف 2015.
يُستخدم المطار أيضًا لرحلات النقل العارضة في مناسبات خاصة مثل الجمعية العامة لمجلس الإنويت القطبي لعام 2010 في نوك ودورة الألعاب الشتوية في القطب الشمالي لعام 2016 ورحلات تسلق  جبل سيرميتسياك الذي يبلغ ارتفاعه 1,210 مترا (3,970 قدما).

#### مقترحات للتوسيع
أصبحت هناك حاجة ماسة للتطوير مطار نوك بسبب نمو نوك كمركز تجاري وإداري في جرينلاند وزيادة السياحة، كما أن المدينة يعيش فيها أكثر من ثلث سكان جرينلاند وتقع فيها غالبية المؤسسات المهمة في البلاد. في تلك الفترة كانت رحلات طيران جرينلاند تتوقف في كانجرلوسواك ثم تطير إلى نوك بطائرات أصغر لكن هذا الأمر مكلف ويضيع وقت الركاب.
كانت مسألة توسيع المطار موضوعًا جدليًا لفترة طويلة في جرينلاند. ظهرت العديد من التحديات والقضايا حول مشروع توسيع المطار منها التكلفة وسلامة الطيران (منطقة نوك صخرية طقسها سيء) وتأثيرات ذلك على طيران جرينلاند وكذلك الآثار المترتبة على مطارات جرينلاند الأخرى. كانت شركة طيران جرينلاند تعارض في البداية نقل مركزها في وقت تطوير المطار بسبب الآثار المالية المترتبة على ذلك، لكن بسبب قلت الطائرات الصغيرة التي تناسب مطار نوك ويمكن أن تشتريها الشركة وافقت على توسيع المطار.
أحد الاقترحات كانت تمديد المدرج من 950 م إلى 1,199 م (3,934 قدم) أو 1,700 م (5,600 قدم) أو حتى 2,200 م (7,200 قدم) (أقصى طول ممكن) الاقتراح الأخير هو الوحيد الذي يمكن من إطلاق رحلات مباشرة إلى الدنمارك. أما الاقتراح الآخر فكان بناء مطار جديد على جزيرة أنجيسونغواك أو كيكتارصواك الهادئة والتي يمكن فيها بناء مدرج بطول 2,800 م (9,200 قدم). تقع هذه الجزر على بعد بضعة كيلومترات جنوب نوك وكان من الضروري بناء جسر أو نفق للوصول إليها. قدرت تكلفة هذا المشروع بين 2 إلى 3 مليارات كرونة دانمركية في عام 2010.
هناك اقتراح آخر بأن يصبح مطار كيفلافيك (المطار الدولي الرئيسي في أيسلندا) المركز الدولي لشركة الطيران وتوسيع مطار نوك بشكل طفيف لاستيعاب الطائرات النفاثة الصغيرة.

#### تجديد المطار

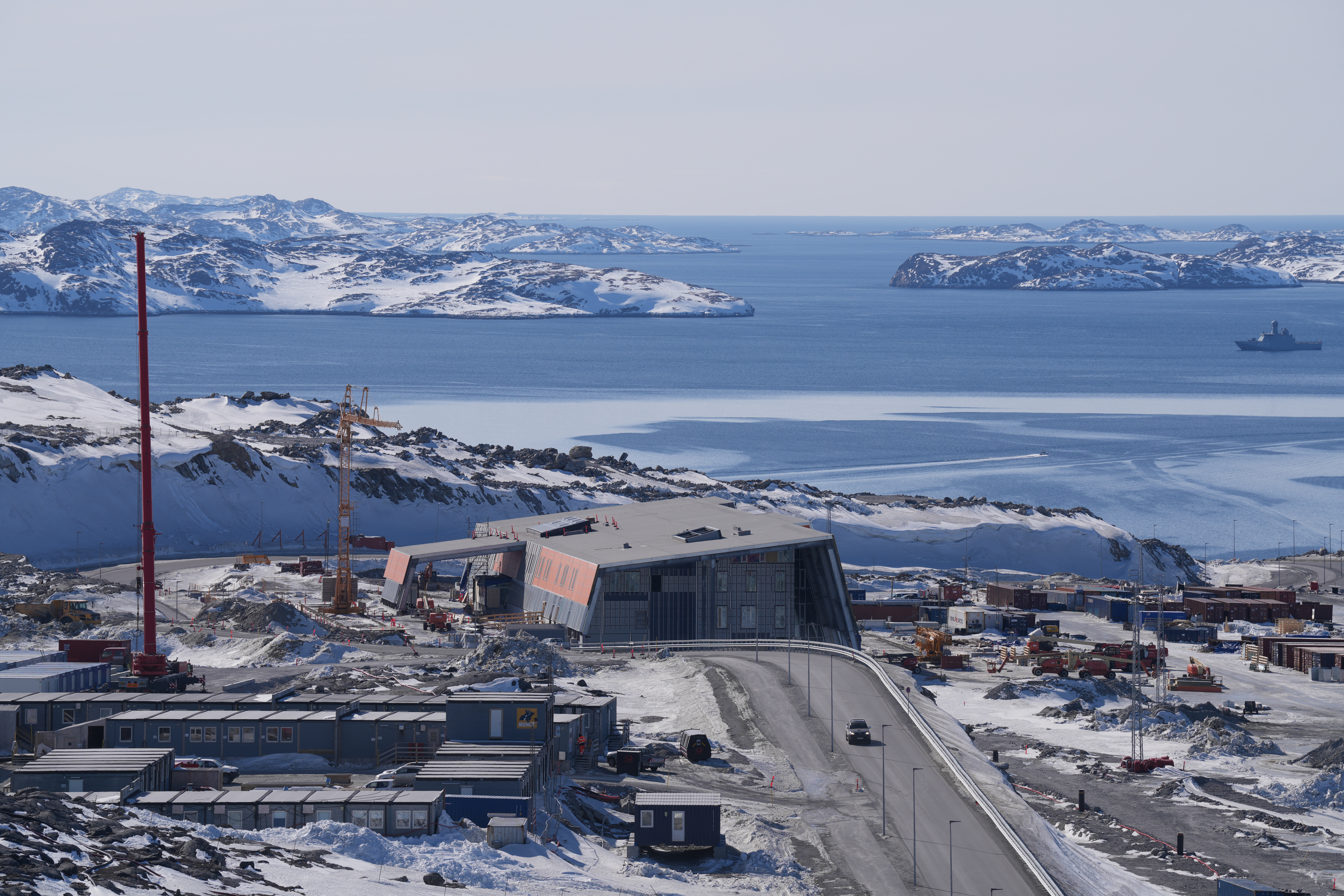
أعمال بناء الصالة الجديدة

اتخذ القرار بتمديد المدرج إلى 2,200 متر (7,200 قدم) وبناء صالة جديدة وتوسيع ساحة ومباني الخدمة في عام 2016. أُسست شركة Kalaallit Airports A/S المملوكة للدولة لتوسيع مطارات نوك وإليوليسات وققورطوق، ومن ثم إدارتها.
بدأ بناء المدرج الجديد في نوفمبر 2019، بنيت الجزء الجنوبي من المدرج في البداية لضمان استمرار تشغيل المطار أثناء فترة البناء وافتتح في نوفمبر 2022 بطول 950 مترًا. ثم أُزيل المدرج القديم وبني من جديد. افتتح مبنى الركاب الجديد في صيف عام 2024. بعد ذلك هُدمت الصالة القديمة وبرج المراقبة في سبتمبر 2024، بسبب قربهما الكبير من المدرج الجديد. وشُغل برج المراقبة الجديد في نفس الشهر.
افتتح المدرج الذي أعيد بناؤه على المدرج القديم في 28 نوفمبر 2024 عندها أصبح طول المدرج 2,200 متر.

#### الخطوط الجديدة
نقلت طيران جرينلاند مركز عملياتها من مطار كانجرلوسواك إلى مطار نوك بين 26 و28 نوفمبر 2024 وبدأت إطلاق خط بين كوبنهاغن والمطار باستخدام طائرة إيرباص إيه 330-800. قُلصت الرحلات المحلية إلى مطار كانجرلوسواك بشكل كبير بعد نقل المركز.
أعلنت طيران جرينلاند في 2025 عن إضافة مسارات جديدة باستخدام طائرات بوينغ 737 المستأجرة إلى بيلوند وألبورغ وأضيفت رحلة إلى كوبنهاغن عبر كانجرلوسواك بالتعاون مع وكالة سفر محلية. سيتوقف خط طيران نوك بيلوند في مطار كيفلافيك الدولي، لزيادة قدرة طيران جرينلاند على خدمة أيسلندا.
تخطط طيران آيسلندا لزيادة عدد رحلاتها من المطار إلى مطار ريكيافيك-كيفلافيك الدولي باستخدام طائرات أكبر فستبدأ باستخدام طائرات بومباردييه داش 8 مع افتتاح المدرج الجديد، تليها رحلات إلى نوك باستخدام طائرات بوينغ 737 ماكس 8 في صيف 2025.
أعلنت شركة الخطوط الجوية المتحدة في 10 أكتوبر 2024 عن بدء رحلة مباشرة جديدة من نيوارك إلى نوك مرتين أسبوعيًا بدءًا من 14 يونيو 2025. أعلنت الخطوط الجوية الإسكندنافية في الشهر ذاته عن إطلاق مسار جديد من كوبنهاغن إلى نوك في موسم صيف 2025 بثلاث رحلات أسبوعيًا، وذلك بعد أكثر من 15 عام على توقف آخر خدماتها إلى جرينلاند (إلى كانجرلوسواك) في 2009.

## المرافق

طائرة OY-GRM التابعة لإير غرينلاند على أرض مطار نوك – أبريل 2023

يوجد في مطار نوك محطة ركاب ومحطة شحن تُديرهما شركة طيران جرينلاند. المطار هو محور الشركة والقاعدة الفنية الرئيسية لها. تتوفر في المطار أنظمة الهبوط الآلي ومنارة غير الاتجاهية ومعدات قياس المسافة. يوجد بالمطار ست طائرات توربينية من طراز بومباردييه داش 8-Q200 تملكها شركة طيران جرينلاند.

## الخطوط الجوية النشطة في المطار

الخطوط الداخلية للمطار

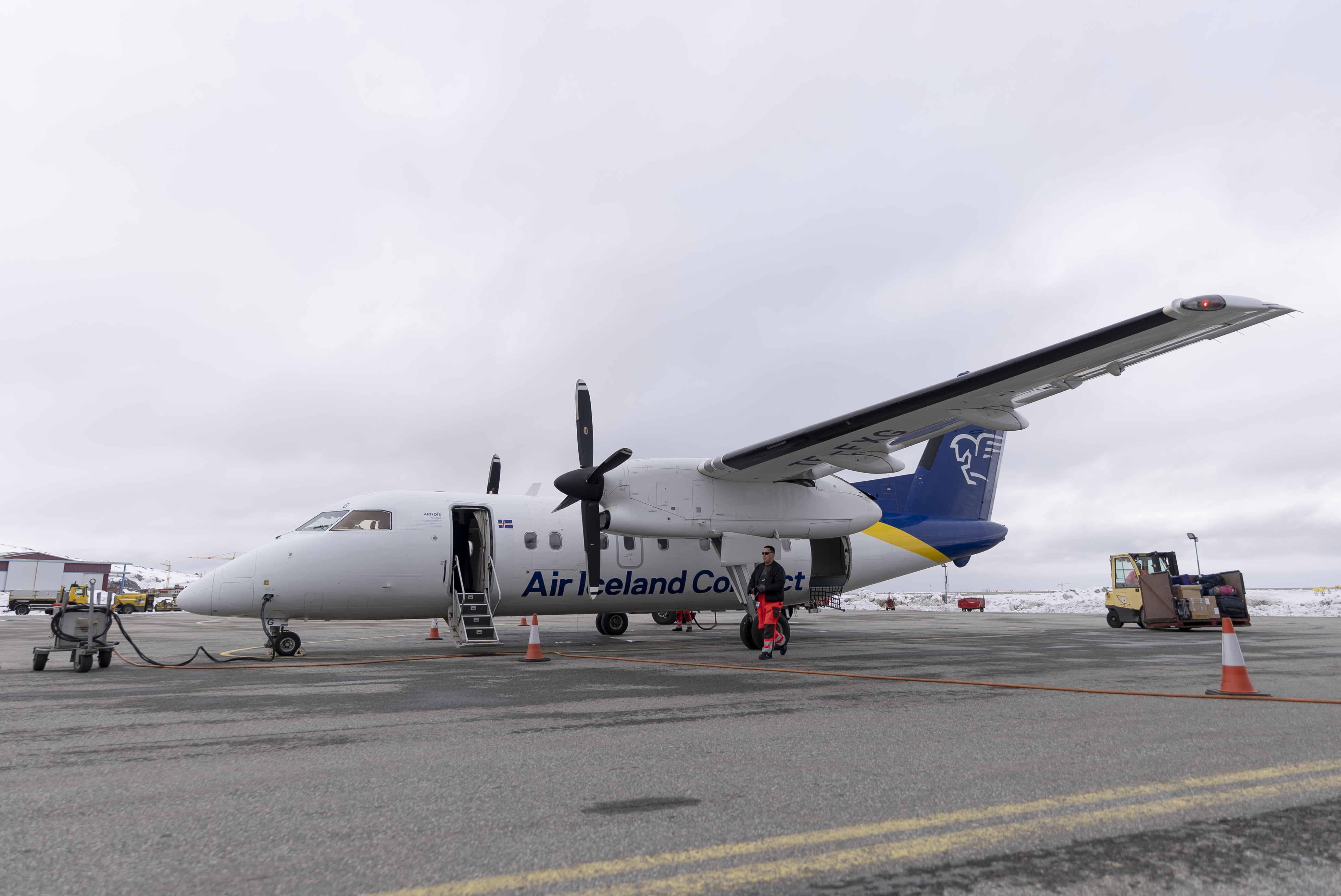
طائرة داش 8-200 تابعة لطيران آيسلندا في نوك

| شركـات طيـران              | الوجهات |
| -------------------------- | --- |
| طيران جرينلاند             | مطار آسيات، مطار كوبنهاغن، مطار إيلوليسات، مطار كانجرلوسواك، مطار كولوسوك، مطار مانيتسوك، مطار نارسارسواك، مطار باميوت، مطار كيفلافيك الدولي، مطار سيسيميوت موسمي: Aalborg (تبدأ 12 يونيو 2025)، Billund (تبدأ 18 مارس 2025)، Iqaluit |
| طيران آيسلندا              | مطار كيفلافيك الدولي |
| الخطوط الجوية الإسكندنافية | موسمي: مطار كوبنهاغن (تبدأ 27 يونيو 2025) |
| الخطوط الجوية المتحدة      | موسمي: مطار نيوآرك ليبرتي الدولي (تبدأ 14 يونيو 2025) |

## النقل
يربط خط حافلات شركة نووب بوسي رقم 3 مطار نوك بمركز المدينة نوك مارًا بمنطقتي نوسواك وكواسوسوب تونغا. تغادر الحافلات من المطار كل ساعة في ساعات الذروة من الاثنين إلى الجمعة. توفر شركة نوك تاكسي خدمات تأجير السيارات. كما تتوفر مواقف سيارات خاصة خارج مبنى المطار.

## الحوادث
- سقطت طائرة هليكوبتر من طراز سيكورسكي S-61N تديرها شركة جرونلاندسفلاي في عام 1973 في المياه على بُعد حوالي 40 كـم (25 ميل) جنوب نوك، بسبب عطل محتمل في الدوّار الرئيسي. أسفر الحادث عن مقتل كل من كان بالمروحية وهم 15 شخصًا.[57]
- تحطمت طائرة يوروكوبتر AS350 تُشغلها شركة طيران جرينلاند في 7 يونيو 2008 على المدرج في مطار نوك.[58] لم يُصب أي من الركاب أو الطاقم، لكن المروحية أتلفت بالكامل.[58][59]
- تضررت طائرة طيران آيلسلندا داش 8 أثناء هبوطها على المدرج في 4 مارس 2011، لم يُصب أي أحد في الحادث.[60]

## الثقافة الشعبية
ظهر في فيلم حياة والتر ميتي السرية (2013) مشهد هبوط طائرة طيران جرينلاند عريضة البدن في نوك. لكن فالمشهد صور في مطار هورنافيوور بأيسلندا وليس في نوك.

## وصلات خارجية
- الموقع الرسمي لمطار نوك.